# 竹田千恵
竹田 千恵（たけだ ちえ、1970年1月28日 - ）は、日本の元AV女優。

## 略歴・人物
2008年デビューした熟女系AV女優である。

## 出演作品

### アダルトビデオ
2008年
- 初撮り 人妻 ドキュメント （4月17日、センタービレッジ）
- 近親相姦 中出し白書 （4月22日、イエローダック）
- 教師の妻 （4月25日、ドリームステージエンタテインメント）…共演:岩井由美
- 続 友達の母親 （5月1日、センタービレッジ）
- 月刊 初脱ぎ熟女 2008 6月号 （5月10日（レンタル） / 6月13日（セル）、クリスタル映像）…オムニバス作品 他出演:高岡結衣、森崎つぐみ、神威愛美、松岡千夏、小柳倫子
- 友達の母親を、友達の目の前で、犯しまくった少年達。 （5月15日、タカラ映像）
- 人妻の性… （5月25日、小林興業）
- 美尻妻中出し （5月28日、イエローダック）
- 世田谷在住セレブな熟女の陵辱変態中毒SEX （5月29日、センタービレッジ）
- ドラマチック みだら妻 （6月7日、桃太郎映像出版）
- 熟れ濡れ奥さまはスゴ淫です 11 （6月21日（レンタル） / 7月25日（セル）、クリスタル映像）…オムニバス作品 他出演:杉並静香、野島恵子、橘美沙、平田由紀
- 中高年の為に… 昭和の春の訪づれ 郵便配達人と人妻たち/映画館で男を漁る女/ドラムカン風呂の兄嫁 （6月25日、FAプロ）…オムニバス作品 他出演:椿美羚、三咲エリナ
- 本格レズ 専業主婦の吐息快楽旅行 （7月11日、東京音光）…共演:柿本真緒、妹尾のり子
- そ〜れ!イクわよ〜 義母さんバレー 2008 （7月11日、東京音光）…共演:柿本真緒、妹尾のり子
- 母親が寝ている間に出来るコト （7月17日、タカラ映像）
- 特選 友達の母 （7月25日、マドンナ）
- 美乳美熟女 Lの新世界 （7月25日、グラフィティジャパン）…共演:花野真衣、風間ゆみ、志村玲子、倖田李梨、菊川麻里
- 近親相姦 義母の想い わたしと仲良くしてください （7月25日、あたご屋）
- トラブル上等!!! 無理難題面接 （7月25日、BRAVO）…オムニバス作品 他出演:高田ありさ、貴岡理菜、瀬戸田れもん、長谷川千穂、Ririka、村上てん
- 男好き女の快楽人生 私のいやらしい記憶 （8月13日、プラチナ）…オムニバス作品 他出演:中森玲子
- 近親相姦 初めて息子と… （8月14日、タカラ映像）
- 奥様から旦那様へ贈る恥ずかし悶絶ビデオレター （8月16日、鶴亀ドラゴンズ）…オムニバス作品 他出演:柿本真緒、よし子
- ご近所のドMな奥さま 竹田千恵 38歳 （8月25日、現映社）
- ハードレズ団地妻 井戸端貝合わせ （8月25日、ながえスタイル）…共演:柿本真緒
- 娘のカレシにイカされた母 6 （9月7日、マドンナ）…オムニバス作品 他出演:大河内さなえ、山口美花
- 義母と叔母 第七章 禁断の極上中出し関係 （9月15日、ネクストイレブン）…共演:山口美花
- 美熟女 悩殺Body 3 （9月20日（レンタル） / 10月24日（セル）、クリスタル映像）…オムニバス作品 他出演:喜多村真里子、門井瑛子、藤咲飛鳥、秋川りお
- 熟女狩り 第8夜 （9月27日（レンタル） / 10月24日（セル）、クリスタル映像）…オムニバス作品 他出演:小久保真樹、水川彩子、近藤美奈、橘美沙
- 禁断熟母 （10月1日、プレステージ）
- 欲しがり妻 お尻にもちょーだい 2 （10月18日（レンタル） / 11月21日（セル）、クリスタル映像）…オムニバス作品 他出演:生田沙織、橘美沙、鈴木ジュン、立花かすみ
- 前から気になるご近所美人妻と性奴隷契約 （10月20日、ネクストイレブン）…オムニバス作品 他出演:滝澤クリスタル
- 奥さん、ボクのセンズリ見てください。 （10月24日、メディアバンク）…オムニバス作品 他出演:高木礼子、千堂静香、立野ゆり、青木りかこ、東条美菜
- 中出しお義母さんが教えてあげる 禁断の柔壷を味わう3時間 （11月14日、ビッグモーカル）…オムニバス作品 他出演:松浦ユキ、村上涼子、艶堂しほり、はるか悠、天海ゆり
- 人妻浣腸悦虐 （12月1日、シネマジック）
- 続・塀の中の懲りない熟女たち 熟女専門マドンナ刑務所 （12月7日、マドンナ）…共演:白石さゆり、北原夏美、村上涼子、高瀬みどり、松下紗世

2009年
- 官能レズドラマ 3 もう貴女でしかイケない （3月27日、LADIES♀ROOM）…オムニバス作品 他出演:高坂レイ、内山めい、姫野由依、柿本真緒、妹尾のり子
- 美人妻の濃厚じゅぽフェラ ち○ぽを欲しがる奥様達 （5月20日、ネクストイレブン）…オムニバス作品 他出演:芹沢舞、高坂保奈美、山口美花、村上涼子、滝澤クリスタル、草凪純、藤本美和
- 職妻不倫 （5月22日、ビッグモーカル）…オムニバス作品 他出演:高坂保奈美、中森玲子、七瀬かすみ